# Luís Manuel de Moura Cabral
Luís Manuel de Moura Cabral (Alfândega da Fé, 1763 — Lisboa, 4 de maio de 1847), foi um magistrado judicial que foi ministro do Reino de Portugal num breve espaço de tempo, de 6 de dezembro a 16 de dezembro de 1826, data em que assume a pasta da Justiça, que ocupa até 8 de junho de 1827. Foi ainda Presidente da ~Comissão Municipal de Lisboa, de Junho a Outubro de 1846
Foi casado com D. Mariana Vitória de Mendonça Aguiar, falecida em 17 de abril de 1828 na Travessa do Pasteleiro, freguesia de Santos-o-Velho, sendo sepultada na Igreja Paroquial.